# Боливар (Охајо)
Боливар (енгл. Bolivar) град је у америчкој савезној држави Охајо.

## Демографија
По попису из 2010. године број становника је 994, што је 100 (11,2%) становника више него 2000. године.
| Група             | 2000.       | 2010.       |
| Белци             | 882 (98,7%) | 976 (98,2%) |
| Афроамериканци    | 0 (0,0%)    | 1 (0,1%)    |
| Азијати           | 5 (0,6%)    | 2 (0,2%)    |
| Хиспаноамериканци | 2 (0,2%)    | 7 (0,7%)    |
| Укупно            | 894         | 994         |